# Pierre-Louis de la Rive

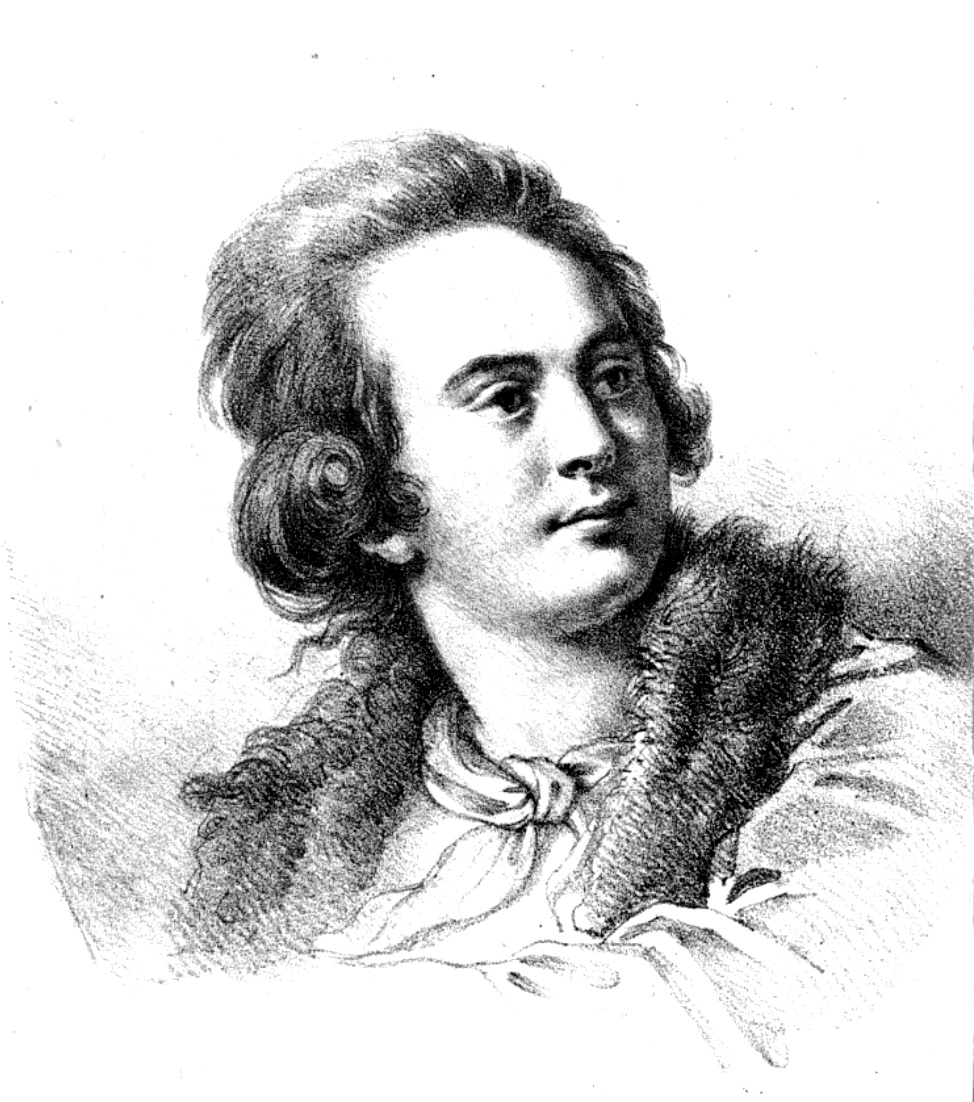
Selbstporträt (spätes 18. Jahrhundert)

Pierre-Louis de la Rive (* 21. Oktober 1753 in Genf; † 7. Oktober 1817 in Presinge) war ein Schweizer Maler und Zeichner. 

## Leben
Pierre-Louis de la Rive wurde 1753 als Sohn des Pfarrers Pierre de la Rive und dessen Ehefrau Anne-Madeleine Bazin geboren. Er begann ein Rechtsstudium, gab dieses jedoch zugunsten ein Karriere als Maler auf. Er übte sich von 1769 bis 1773 unter Anleitung von Nicolas Henri Joseph de Fassin im Kopieren holländischer und flämischer Meister. 1776 ging er für eine klassische Ausbildung nach Mannheim. In den Jahren 1777 bis 1779 studierte er an der Dresdner Kunstakademie. In Dresden heiratete er 1779 Théodore Charlotte Godeffroy, Tochter des Predigers der französisch-reformierten Kirche Benjamin Godeffroy aus Dresden. Nach der Rückkehr nach Genf studierte er 1784 bis 1786 in Rom. Ab 1786 arbeitete de la Rive als Maler, Zeichner, Radierer und Kupferstecher in Genf. Er schuf vor allem Gebirgslandschaften sowie Tierbilder. 1787 wurde er Mitglied der Société des Arts und 1788 des Rats der Zweihundert.
Während der Französischen Revolution musste Pierre-Louis de la Rive aufgrund seiner konservativen Ansichten 1794 nach Bern emigrieren. Er liess sich 1797 auf dem Landsitz seiner Familie in Presinge nieder, wo er bis 1799 lebte. 1800 ging er nach Paris, verkehrte mit Malern aus dem Umkreis von Jacques-Louis David und freundete sich mit den Künstlern Jean-Pierre Saint-Ours und Louis Ducros an. Im Jahr 1810 begegnete er der französischen Kaiserin Joséphine de Beauharnais, die ihm den Auftrag für mehrere Gemälde erteilte und der holländischen Königin Hortense de Beauharnais, die zehn seiner Werke erwarb. Durch seine wachsende Bekanntheit erhielt er weitere Aufträge, u. a. von Madame de Staël und Fürst Galitzin. Pierre-Louis de la Rive starb 1817 auf seinem Landsitz in Presinge.

## Werk

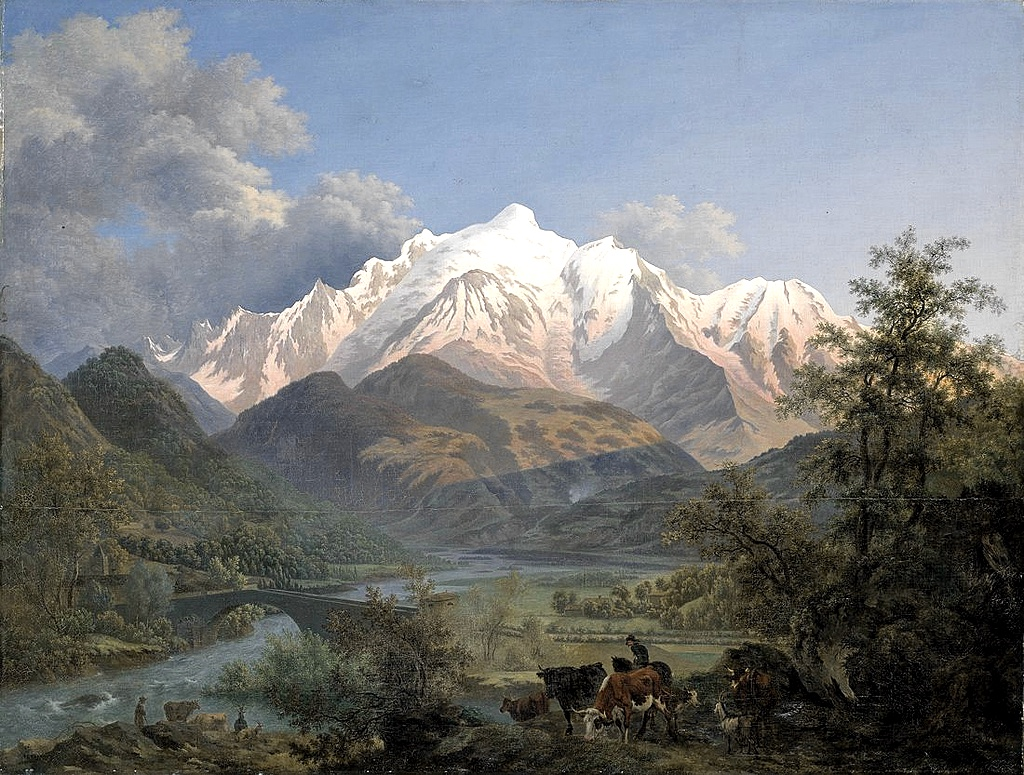
Le Mont-Blanc vu de Sallanches au coucher du soleil, 1802, Öl auf Leinwand

Nach anfänglichen Überlegungen, als Historienmaler zu arbeiten, schuf Pierre-Louis de la Rive bald von Claude Lorrain beeinflusste Darstellungen mit naturalistischen Motiven an idealisierten Schauplätzen. In den Jahren 1789 bis 1792 folgen in hellem Licht dargestellte Pastoralen aus der Umgebung des Genfer Sees. In den 1790er Jahren ging er dazu über, pittoreske Ansichten des Genfer Sees zu schaffen. Zudem entstanden ab 1793 großformatige lavierte bzw. Sepia-Zeichnungen, die sich bei Sammlern großer Beliebtheit erfreuten sowie Radierungen mit Tiermotiven. Nach Reisen in den Jahren 1797 bis 1799 in die Region Savoyen begann er um 1800 mit Hochgebirgsbildern, die von der anbrechenden Frühromantik künden. Nach Reisen durch das Massif de la Chartreuse zwischen 1805 und 1808 veränderte sich de la Rives Malerei: Licht und atmosphärische Stimmungen wurden wichtiger und in einer frühromantischen Auffassung interpretiert.
Pierre-Louis de la Rive gilt als einer der Vorläufer der ersten Genfer Landschaftsmalerei-Schule um Wolfgang-Adam und Rodolphe Töpffer, François Diday und Alexandre Calame.